# عبد اللطيف (اسم)
عبد اللطيف اسم عربي يطلق على الذكور، وهو مستخدم في العهد الحديث كإسم وكلقب. وهو مكون من جزأين «عبد» و «اللطيف». اللطيف وهي اسم من اسماء الله الحسنى المذكورة في القرآن الكريم.

## الأشخاص
- عبد اللطيف بن يوسف البغدادي
- عبد اللطيف الطيباوي
- عبد اللطيف البغدادي
- عبد اللطيف الفيلالي
- عبد اللطيف ضيف الله
- عبد اللطيف الزين
- عبد اللطيف اللعبي
- عبد اللطيف علي المياح
- عبد اللطيف عبد الحميد
- عبد اللطيف بن راشد الزياني
- عبد اللطيف كشيش
- عبد اللطيف العميري
- عبد اللطيف بن عزي
- عبد اللطيف جريندو
- عبد اللطيف شملال
- عبد اللطيف البهداري
- عبد اللطيف الغنام
- إسماعيل عبد اللطيف
- عبد اللطيف موسى
- عبد اللطيف مبارك